# Diastanillus pecuarius
Genre
Espèce
Synonymes
- Thyreosthenius pecuarius Simon, 1884

Diastanillus pecuarius, unique représentant du genre Diastanillus, est une espèce d'araignées aranéomorphes de la famille des Linyphiidae.

## Distribution
Cette espèce se rencontre dans les Pyrénées en France, dans les Alpes en Autriche et en Norvège.

## Description
Le mâle mesure 1,5 mm et les femelles de 1,5 à 1,8 mm.

## Publications originales
- Simon, 1884 : Les arachnides de France. Paris, vol. 5, p. 180-885 (texte intégral).
- Simon, 1926 : Les arachnides de France. Synopsis générale et catalogue des espèces françaises de l'ordre des Araneae; 2e partie. Paris, vol. 6, p. 309-532.